# Zapoteca tetragona
Zapoteca tetragona är en ärtväxtart som först beskrevs av Carl Ludwig von Willdenow, och fick sitt nu gällande namn av Héctor Manuel Hernández. Zapoteca tetragona ingår i släktet Zapoteca och familjen ärtväxter. Inga underarter finns listade i Catalogue of Life.